# Sneekweek 1934
De Sneekweek 1934 is de 1e editie van dit zeilevenement en vond plaats van zaterdag 18 augustus tot en met donderdag 23 augustus 1934.
In een vergadering van de Sneeker Zeilclub werd besloten om tijdens de Sneeker kermisdagen samen met de Koninklijke Zeilvereniging een Sneekweek te organiseren. Het plan van secretaris Oly kon echter niet op de volle steun van het bestuur rekenen, mede vanwege het kostenplaatje. Uiteindelijk werd het plan van Oly wel met meerderheid van stemmen aangenomen en werden zeilers tot in Holland uitgenodigd voor zeilwedstrijden van 18 tot en met 23 augustus op het Sneekermeer. Op 21 augustus, de dinsdag, werd niet gezeild. Op deze rustdag konden deelnemers hun materiaal op orde brengen en de Sneeker Paardendag, op dezelfde datum, kwam hierdoor niet in het gedrang. De woensdag bestond uit de traditionele Hardzeildag.
Aan deze eerste Sneekweek namen 177 schepen deel.